# Pokémon Diamond і Pearl
Pokémon Diamond і Pokémon Pearl — дві рольові гри 2006 року розроблені Game Freak і опубліковані The Pokémon Company і Nintendo для Nintendo DS. Це перші частини четвертого покоління серії ігор Pokémon. Вони були вперше випущені в Японії 28 вересня 2006 року, а в Північній Америці, Австралії та Європі у 2007 році. Pokémon Platinum, третя версія, була випущена через два роки у всьому світі. Подальші ремейки під назвами Pokémon Brilliant Diamond і Shining Pearl були випущені на Nintendo Switch 19 листопада 2021 року. Приквел, Pokémon Legends: Arceus, був випущений на Switch 28 січня 2022 року.
Як і попередні ігри Pokémon, Diamond і Pearl є хронікою пригод молодого тренера покемонів, який тренує та б'ється з покемонами, а також паралельно зриває злочинні плани організації, під назвою Team Galactic. Ігри додали багато нових функцій, таких як гра онлайн через з'єднання Nintendo Wi-Fi, зміни в бойовій механіці, внутрішньоігрові конкурси (Pokémon Contests) та лінійку зі 107 нових покемонів. Ігри не залежать одна від одної, але мають переважно однаковий сюжет, і хоча в обидві можна грати самі по собі, щоб завершити покедекс (Pokédex) гри, між ними необхідно обмінюватись.
Про розробку Diamond та Pearl було оголошено на пресконференції Nintendo в четвертому календарному кварталі 2004 року. Ігри були розроблені з урахуванням особливостей Nintendo DS. Очікувалося, що вони будуть випущені в Японії у 2005 році, але зрештою вони вийшли у 2006 році — в 10-й ювілейний рік франшизи. З метою просування, Nintendo продала обмежене видання Nintendo DS Lite в Японії та провела вечірку з нагоди випуску в Північній Америці.
Загалом ігри отримали схвальні відгуки. Більшість критиків високо оцінили додання Wi-Fi-функцій та оновлену графіку, і визнали, що ігровий процес, хоча він і не отримав багато оновлень після попередніх ігор, все ще захопливий. Ігри мали більший комерційний успіх, ніж їхні попередники на Game Boy Advance: з приблизно 18 мільйонами одиниць, проданих у всьому світі, Diamond і Pearl продали на понад 2 мільйони одиниць більше, ніж Pokémon Ruby і Sapphire, і майже на 6 мільйонів одиниць більше, ніж Pokémon FireRed і LeafGreen, а також перевищили продажі своїх наступників, Pokémon Black і White, більш ніж на 2 мільйони копій. Ігри є одними з найуспішніших ігор Pokémon усіх часів.

## Геймплей
Pokémon Diamond і Pearl — рольові відеоігри з елементами пригод. Основна механіка ігор в основному така ж, як і у їхніх попередників. Як і в усіх іграх Pokémon для кишенькових консолей, ігровий процес відбувається від третьої особи з видом зверху й складається з трьох основних екранів: мапи поля, на якій гравець рухає свого героя; екрану бою; і меню, у якому гравець налаштовує свою групу, спорядження та налаштування гри. Гравці починають гру без покемонів або покеболів, але їм надається вибір з трьох стартових покемонів в рамках сюжетної лінії. Отримавши покеболи, гравець може почати ловити власних покемонів. Гравці можуть використовувати своїх покемонів, щоб завдавати шкоди іншим покемонам у бою. Щоразу, коли гравець стикається з диким покемоном або тренер кидає йому виклик на бій, головний екран перемикається на екран покрокової битви, де покемони б'ються.
Під час бою гравець може застосувати хід, використати предмет, змінити активного покемона або втекти. Під час битв із тренерами втеча неможлива. Усі покемони мають очки здоров'я (HP); щоразу, коли HP покемона знижується до нуля, він непритомніє і не може більше битися, якщо не відновиться у Центрі покемонів або за допомогою предмета. Якщо покемон гравця перемагає покемона-супротивника, змушуючи його знепритомніти, він отримує очки досвіду. Після накопичення достатньої кількості очок досвіду покемон підвищує свій рівень. Більшість покемонів еволюціонують у новий вид покемонів щоразу, коли досягають певного рівня. Бойові характеристики покемонів також збільшуються щоразу, коли вони ростуть у рівні. Окрім цього на певних рівнях є можливість вивчати нові атаки. Якщо не дозволяти покемону еволюціонувати, він вивчатиме їх швидше.
Окрім битви, ловлення покемонів є найважливішим елементом ігрового процесу. Хоча покемонів інших тренерів ловити неможливо, у бою з дикими покемонами гравець може застосовувати покеболи, для того, щоб їх ловити. Успішне відловлення додає покемона до активної партії гравця або зберігає його у віддалену колекцію, якщо гравець вже має максимум шість покемонів у групі. Фактори успіху захоплення включають HP цільового покемона та силу використаного покебола — чим нижчий HP цілі та сильніший покебол, тим вищий шанс успіху. Крім цього, закладення на ціль певних ефектів стану, таких як сон або параліч, що примножує відсоток успіху упіймання. Наостанок, кожен вид також має власний базовий відсоток успіху.

### Нові функції
Як і в інших поколіннях ігор Pokémon, Diamond і Pearl зберігають базовий ігровий процес своїх попередників, але при цьому додають нові особливості. Цикл «день-ніч» повернувся і збільшився з трьох періодів в Gold і Silver до п'яти часових періодів в Diamond та Pearl: ранок, день, полудень, вечір та ніч. Diamond і Pearl також вносять кілька змін в механіку бою. У попередніх поколіннях атаки покемонів класифікувалися як «фізичні» або «спеціальні» залежно від їхнього типу; наприклад, всі рухи типу «вогонь» були спеціальними, а всі рухи типу «земля» — фізичними. У Diamond та Pearl, однак, рухи поділяються на три групи. Атаки, які передбачають фізичний контакт із супротивником, є «фізичними», атаки, які не передбачають фізичного контакту, є «спеціальними», а рухи, що не завдають шкоди, класифікуються як «статусні».
Деякі з нових функцій ігор використовують можливості Nintendo DS. На нижньому екрані DS міститься Pokétch («покетч») — імітація розумного годинника — що містить різні додатки, зокрема годинник, калькулятор, мапу, лічильник і блокнот для малювання. Ці додатки можна отримати впродовж гри. Під поверхнею Сінно знаходиться Підземелля, велика територія, що використовується для бездротової багатокористувацької гри. У ньому гравці можуть створювати та облаштовувати таємні бази, що вперше з'явилися у Pokémon Ruby та Sapphire, а також брати участь у мінііграх. Предмети, здобуті у Підземеллі, можуть бути перенесені в сумку гравця в основній грі. Diamond і Pearl також використовують підтримку підключення Nintendo Wi-Fi (відтоді припинену), дозволяючи гравцям спілкуватися через голосовий чат, обмінюватися та битися онлайн. Основною системою для обміну є Глобальна станція (Global Trade Station), яка дозволяє гравцям здійснювати обмін з людьми по всьому світу. Гравці можуть шукати там будь-яких покемонів, яких вони бачили в грі, і пропонувати своїх. Якщо інший гравець пропонує запитуваного покемона і шукає запропонованого, обмін відбувається миттєво. Обмін не обов'язково має бути негайним — можна залишити пропозицію, щоб інші гравці могли її переглянути та здійснити, навіть коли гравець не в мережі. Певні види покемонів, якими обмінюються на міжнародному рівні, матимуть опис у покедексі мовою гри, з якої вони походять. За словами артдиректора Pokémon Кена Сугіморі, Global Trade Station була новою функцією, якою він найбільше задоволений.
Конкурси покемонів (Pokémon Contests) — це події, в яких покемони гравця беруть участь у змаганнях, щоб виграти призові стрічки. У Diamond і Pearl вони складаються з трьох етапів, на два більше, ніж змагання в іграх Game Boy Advance. На етапі візуального змагання гравці використовують сенсорний екран Nintendo DS, щоб надягати аксесуари на своїх покемонів та посилювати їхні певні риси, наприклад, «крутий» або «милий», і заробляти бали. На етапі танцювального змагання гравець повинен натискати кнопки на сенсорному екрані у ритм з музикою. Останній етап — акторське змагання — схоже на змагання покемонів в іграх Game Boy Advance, покемони використовують свої атаки, щоб сподобатися суддям та глядачам. Подібно до Pokéblocks в іграх третього покоління, спеціальна випічка під назвою Poffins можна виготовляти з ягід і годувати покемонів, щоб посилити їхню певну рису, а отже, підвищувати шанси на перемогу у конкурсі.

### Підключення до інших пристроїв
На додаток до сумісності між собою, Diamond і Pearl пропонують сумісність з іграми Pokémon третього покоління, Pokémon Ruby і Sapphire, Emerald, FireRed і LeafGreen, Pokémon Ranger і Pokémon Battle Revolution. Отримавши Національний Pokédex у Diamond і Pearl, гравець може «перенести» покемонів з ігор Game Boy Advance на Diamond і Pearl, вставивши картридж Game Boy Advance у слот картриджа Game Boy Advance на Nintendo DS, поки Diamond або Pearl є у гнізді DS. Після того, як шість покемонів завантажено з картриджа, вони відправляються в парк Пал, зону, де гравець може захопити переданих покемонів. Завантаження покемонів обмежено шістьма кожні двадцять чотири години на картридж Game Boy Advance, і гравець повинен захопити завантажених покемонів перед виконанням наступної передачі. Покемонів, переданих у Diamond і Pearl таким чином, не можна відправити назад на картридж Game Boy Advance. Після виконання спеціальної місії в Pokémon Ranger гравець зможе надіслати яйце Манапхі або Ріолу від Ranger до Diamond або Pearl. Нарешті, гравці можуть бездротовим способом завантажувати покемонів з Diamond і Pearl в ігри Wii Pokémon Battle Revolution і My Pokémon Ranch.

## Сюжет

### Налаштування

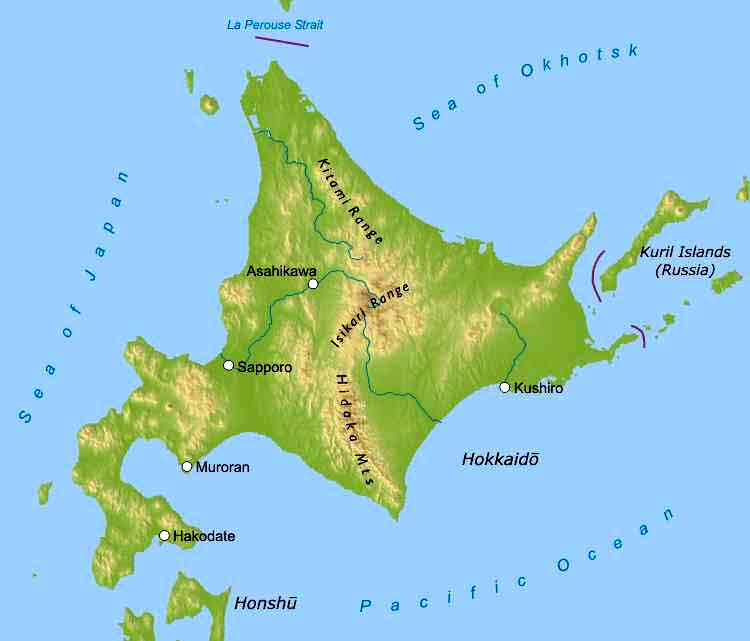
Регіон Сінно розташований на японському острові Хоккайдо

Події Diamond і Pearl відбуваються у вигаданому регіоні Сінно, острові, заснованому на японському острові Хоккайдо. Сінно не пов'язаний напряму з жодним іншим регіоном Pokémon. Для нього характерні великі, вкриті снігом гори; Гора Коронет, частина гірського масиву, ділить Сінно навпіл. На відміну від попередніх регіонів, Сінно має «північне» відчуття, тому що це перший регіон із засніжених маршрутів. Сінно також характеризується своїми водними шляхами з трьома головними озерами, Істинністю, Гостротою та Доблестю, які утворюють трикутник. Однак, на відміну від регіону Хоенн, який складається здебільшого з водних шляхів, лише 30 відсотків ландшафту Сінно складається з водних шляхів. Під поверхнею Сінно знаходиться підземелля Сінно, яке являє собою великий лабіринт печер і тунелів.
Місця в Сінно включають місто Оребург (クロガネシティ місто Курогане), місто Етерна (місто ハクタイシティ місто Хакутай), місто Вейлстоун (місто トバリシティ місто Тобарі), місто Пасторія (ノモセシティNomose City), місто Хартстом (ヨスガシティ Yosuga City), місто Каналав (ミオシティ Mio) Сіті), місто Сноупойнт (キッサキシティ Кіссакі-Сіті) і місто Санішор (ナギサシティ Нагіса-Сіті).

### Історія
Ігри розповідають про пригоди нового тренера покемонів, який прагне стати чемпіоном Ліги покемонів, збираючи та тренуючи покемонів. Як і більшість ігор серії, Diamond і Pearl включають вісім тренажерних залів Pokémon під керівництвом Лідерів тренажерних залів, професійних тренерів, чия експертиза полягає в певному типі Pokémon. Лідери тренажерних залів служать босами та винагороджують досвідчених тренерів значками тренажерних залів, які є ключем до розвитку сюжету. Як і в усіх основних іграх, головний герой також має перешкодити схемам злочинного синдикату, у цьому випадку Team Galactic, який планує використати Покемонів, щоб створити новий всесвіт лише для себе, знищивши при цьому поточний.
Як і всі інші рольові ігри Pokémon, Diamond і Pearl починається в рідному місті головного героя. Після перегляду телевізійного репортажу про проведений ЗМІ пошук червоного Гярадоса, який був помічений у далекому озері, головний герой та його найкращий друг, Баррі за замовчуванням, подорожують разом, щоб перевірити місцеве озеро на наявність покемона, схожого на нього. Вони помічають професора Роуена, дослідника еволюції покемонів, і його помічника, ігрового персонажа, якого не було обрано в грі: Лукас (хлопець) або Доун (дівчина). Після короткої дискусії, професор та його асистент виходять з озера, залишивши портфель. Коли на них нападає дикий Старлі, головний герой і їхній суперник вирішують перевірити портфель. Потім їм дають на вибір одного з трьох покемонів, знайдених усередині — Трав'яного Туртвіга, Вогняного Чимчара або Водного Піплапа — і продовжують битву з атакуючим покемоном. Після перемоги над Старлі Лукас або Доун забирає та повертає портфель професору. Помітивши, що між юним головним героєм і обраним ним покемоном виник зв'язок, Роуен пропонує їм це, просячи вирушити в подорож і заповнити свій Pokédex.
Головний герой стикається з антагоністичною групою, Team Galactic, на початку гри, коли він або вона повинні врятувати професора Роуена від деяких з їхніх головорізів; однак їхні мотиви залишаються незрозумілими до пізніше. Гравець знову стикається з Team Galactic, коли вони захоплюють вітряну електростанцію та створюють базу в місті Етерна, перш ніж, зрештою, захоплять три озера Сінно, намагаючись захопити покемонів Міраж Уксі, Азельфа та Меспріта. Невдовзі після того, як гравець отримує свій сьомий значок Gym Badge, Team Galactic захоплює покемонів Міраж і ув'язнює їх у науковій лабораторії будівлі штаб-квартири Team Galactic, де її учасники витягують кристали з покемонів, щоб створити Червоний ланцюг, об'єкт, який може контролювати легендарний покемон Палкіа в Pearl або Діалга в Diamond.
Звільнивши тріо, головний герой отримує доступ до Списової колони, стародавніх руїн на вершині гори Коронет, де лідер Team Galactic викликає Діалгу або Палкію. Здібності легендарного покемона починають долати Сінно, змушуючи щойно звільнених Уксі, Азельфа та Меспріта спробувати це зупинити. Потім гравець бореться з Палкією або Діалгою, і після перемоги або захоплення покемона, Сінно повертається до нормального стану. Після цього гравець продовжує свою подорож, зрештою потрапляючи до елітної четвірки Ліги покемонів регіону Сінно. Після перемоги над усіма чотирма учасниками вони б'ються з чемпіоном Ліги Сінно, жінкою, на ім'я Синтія, яка раніше з'являлася в грі. Після того, як головний герой перемагає Синтію, вони стають новими чемпіонами Ліги Сінно, завершуючи основну історію. Після гри є новий острів для дослідження, який містить покемонів, яких не було в основній грі, а також має кілька нових магазинів і турнірний центр. Тут на них також чекатиме старий друг головного героя, який викликав їх на бої неодноразово, і викличе їх ще на один бій.

## Розробка
Pokémon Diamond і Pearl були розроблені Game Freak, а Дзюн'їті Масуда був директором гри. Музику до гри написали Хітомі Сато та Дзюн'їті Масуда під керівництвом Го Ічіносе, а кілька інших фанфар написав Моріказу Аокі. За словами Цунеказу Ішіхари з The Pokémon Company, ігри були розроблені з урахуванням унікальних функцій DS, таких як можливості Wi-Fi і слот для картриджів Game Boy Advance. Командні кнопки на екрані бою великі та кольорові; за словами Масуди, ця функція полегшить ігровий процес для гравців, які не вміють читати. Крім того, інтерфейс сенсорного екрана був розроблений, щоб заохотити гравців використовувати для маніпулювання екраном пальці, а не стилус. Хоча більшість графіки в Diamond і Pearl є 2D, деякі фонові елементи є 3D. Рішення зберегти 2D-графіку в Diamond і Pearl викликало критику; у відповідь Цунекадзу Ішіхара сказав, що «ми хотіли зберегти початкову ідею гри Pokémon, у яку ви граєте на цій великій карті», і пояснив, що фізично ігри були тривимірними, але розроблені, щоб «зберегти оригінальне відчуття від гри». Відповідаючи на критику щодо використання кодів друзів в іграх, Ісіхара пояснив, що це був захід безпеки, вжитий для того, щоб гарантувати, що гравці не зможуть спілкуватися з незнайомцями через з'єднання Wi-Fi. Nintendo опублікувала заяву, в якій докладно описує збої, виявлені в японських випусках Diamond і Pearl. Збої призвели до того, що гравці застрягли в ігровій стіні або втрачали збережені дані. Nintendo випустила виправлення певним роздрібним торговцям у Японії, щоб виправити ці збої.

### Бета
У середині 2020 року дослідники даних злили вихідний код Diamond і Pearl, показавши колекцію невикористаних спрайтів і скасованих дизайнів для нових покемонів. Вони вперше просочилися на ResetEra та були частиною серії пов'язаних витоків незавершених Nintendo-ігор, що перебували у розробці.

## Реліз
Про розробку Pokémon Diamond і Pearl було оголошено на пресконференції Nintendo в четвертому календарному кварталі 2004 року разом із розкриттям Pokémon Dash і подробицями японського запуску Nintendo DS. Масуда заявив, що це «стане новим типом гри, яка пропонує низку нових форм гри», і що він сповнений рішучості створити «найкращу версію Pokémon». Хоча очікувалося, що Diamond і Pearl будуть випущені в Японії до 2005 року, Nintendo повідомила, що розробники все ще працюють над деякими аспектами ігрового процесу і що ігри не будуть випущені до 2006 року. Компанія заявила, що Diamond і Pearl зможуть взаємодіяти з іграми Pokémon для Game Boy Advance, дозволяючи гравцям переносити своїх Покемонів в нові ігри. Nintendo також оголосила, що ігри повністю використовуватимуть можливості Wi-Fi DS, дозволяючи 16 гравцям одночасно спілкуватися без проводів. Подальша інформація щодо ігор була оприлюднена лише в середині 2006 року, коли президент Nintendo Сатору Івата згадав, що підключення до Pokémon Battle Revolution також все ще розробляється; також були згадані нові функції, такі як Pokétch і чутливість до часу.
Ігри були випущені в Японії 28 вересня 2006 року. На честь випуску Nintendo продала обмежене видання DS Lite в японських магазинах Pokémon Center і через фан-клуб Pokémon поштою. На консолі були представлені талісмани ігор Діалга та Палкіа, пофарбовані відповідно в сріблястий та золотистий колір на чорному металевому покритті. Саундтрек з двох дисків Nintendo DS Pokémon Diamond & Pearl Super Music Collection також був випущений в Японії 22 грудня 2006 року. Він досяг 253 місця в японському чарті Oricon і залишався на чарті протягом тижня. 20 грудня 2006 року Nintendo of America оголосила, що вихід ігор у Північній Америці запланований на 22 квітня 2007 року, і що ті, хто попередньо замовить свої копії ігор, отримають спеціальні стилуси DS із зображенням деяких нових покемонів. Незадовго до випуску ігор у Північній Америці компанія Pokémon представила обмежену демонстрацію ігор для стенда Nintendo на конференції розробників ігор. Щоб відсвяткувати випуск ігор у Північній Америці, Nintendo провела вечірку з випуском ігор у Nintendo World Store на Rockefeller Plaza в Нью-Йорку. Nintendo of Europe оголосила дату випуску 27 липня 2007 року для Європейського Союзу, а Nintendo of Australia оголосила дату випуску 21 червня. Урочистий захід відбувся в магазинах GAME у Hamleys, щоб відсвяткувати європейський випуск ігор. Подія, що відбулася 26 липня 2007 року, пропонувала можливість придбати ігри за день до їхньої офіційної дати випуску, і на ній виступив гурт McFly. Щоб відзначити вихід ігор в Австралії, Nintendo запустила загальнонаціональний тур Nintendo DS Connection Tour 07; на кожній зупинці туру проходили такі події, як змагання з колекційних карткових ігор Pokémon та вікторини про Pokémon.
Успіх ігор відродив популярність бренду Pokémon. Джордж Гаррісон, тодішній віцепрезидент Nintendo of America з маркетингу, зазначив, що ігри приваблюють «гравців різного віку» — від молодших дітей до «дорослих чоловіків і жінок» і старших гравців, які «грали в оригінальні ігри Pokémon». У результаті компанія Pokémon USA відкрила тимчасовий бутик на Таймс-сквер Toys "R" Us, де продавалися ексклюзивні ліцензовані товари Pokémon, включаючи фігурки, плюшеві іграшки, рюкзаки та одяг, створені Jakks Pacific. Рональд Буар, президент Toys "R" Us, заявив, що магазин планує відкрити тимчасові бутики у всіх 585 місцевих магазинах. Інші товари Pokémon включали ігровий набір BattleDome і розмовний Pokédex. Крім того, у 2008 році компанія Pokémon USA співпрацювала з Burger King, щоб запустити рекламну кампанію, у рамках якої Burger King включив ексклюзивні колекційні картки та аксесуари Pokémon до дитячих страв. Акція тривала з 7 липня по 3 серпня в Сполучених Штатах і тривала до осені на міжнародному рівні.

### Pokémon Platinum
Pokémon Platinum це третя версія після Pokémon Diamond і Pearl, розроблені Game Freak та опубліковані The Pokémon Company і Nintendo для Nintendo DS. Він був випущений 13 вересня 2008 року в Японії, 22 березня 2009 року в Північній Америці, 14 травня 2009 року в Австралії та 22 травня 2009 року в Європі.
Pokémon Platinum був зустрінутий загалом позитивно, отримавши загальні бали 84 і 83,14 % у рейтингах Metacritic і GameRankings відповідно. Його хвалили за доповнення та зміни, внесені до Diamond і Pearl такими виданнями, як IGN, Nintendo Power і GamePro, хоча його критикували за те, що він занадто схожий на них. IGN включив її як дев'яту найкращу гру для Nintendo DS, а також номінував її як одну з найкращих рольових ігор DS 2009 року. На той час це була гра, яка найшвидше продавалася в Японії, до 7 травня 2010 року було продано 7,06 мільйонів копій.

## Критика
| Агрегатор  | Оцінка |
| ---------- | ------ |
| Metacritic | 85/100 |

| Видання                  | Оцінка           |
| ------------------------ | ---------------- |
| 1Up.com                  | A−               |
| Computer and Video Games | 8.1/10           |
| Eurogamer                | 9/10             |
| Famitsu                  | 35/40            |
| GameSpot                 | 8.5/10 (Pearl)   |
| GameSpy                  | 7.5/10 (Pearl)   |
| GameZone                 | 8.5/10 (Pearl)   |
| IGN                      | 8.5/10 (Diamond) |
| Nintendo Power           | 9/10             |

Pokémon Diamond і Pearl отримали трохи вищі рейтинги, ніж FireRed і LeafGreen і Ruby і Sapphire. Офіційний журнал Nintendo у Великій Британії отримав найвищий бал 92, а Game Revolution — 67. Офіційний журнал Nintendo пізніше поставив гру на 20 місце в списку найкращих ігор Nintendo. Раян Девіс з GameSpot дав іграм 8,5/10, «чудово», і назвав ігри «найбільш повноцінними іграми про покемонів на сьогодні». IGN і GameZone також дали іграм 8,5/10. Офіційний журнал Nintendo у Великій Британії дав іграм 92 %, а GameSpy — 4,5/5. Ігри отримали трохи нижчі відгуки від Computer and Video Games, ніж у Ruby і Sapphire, але отримали оцінку «A−» від 1UP.com, що є кращим від «B−» у Ruby і Sapphire.
Більшість рецензентів вважають, що хоча ігровий процес і сюжетна лінія не сильно змінилися з перших ігор, Diamond і Pearl все ще захоплювали. Раян Девіс з GameSpot сказав: «Мені трохи дивно, наскільки добре формула тримається в Diamond і Pearl, що є свідченням сильних основ серії, а також якості виконання». З'єднання Wi-Fi в іграх також заслужило позитивні відгуки. 1UP.com назвав додавання бездротового зв'язку «найбільшим покращенням» ігор. І GameSpot, і GameSpy назвали додавання онлайн-ігор одним із позитивних моментів ігор і назвали систему «надійною» та «ймовірно, найважливішою новою функцією». У ComputerAndVideoGames.com сказали про Глобальний торговий центр: «Раптом Покемон відчуває себе належним чином живим уперше після того, як наприкінці 90-х на ігрових майданчиках було повно монстрів — і ви миттєво пробачите Game Freak за їхню технічну впертість. Коли ви вперше ввімкнете свій DS і знайдете Мунхлакса 100 рівня, якого ви жадали, у вашому кошику».
Графіка загалом отримала позитивні відгуки. GameSpot високо оцінив поєднання 2D і 3D графіки, а у GameZone сказали, що графіка «краща, ніж я спочатку уявляв», і що «ігри Pokemon ніколи не виглядали так добре на портативному комп'ютері». У GameSpy вважають, що графіка, хоч і проста, але робить гру «приємним для дослідження». У ComputerAndVideoGames.com, однак, сказали, що «так званий „3D“ не має особливого значення: це просто перемішування точок огляду, із відважним двигуном DS, який приємно довго дрімає між дивним гіпнотичним ефектом вітряної ферми чи туману». Аудіо було сприйняте не дуже добре: У IGN відчули, що крики покемонів «все ще верещать з чуттям оригінального Game Boy» і що музика, хоч і «досконаліша», «не набагато перевищує якість Game Boy Advance». У GameZone також вважають, що звуки не оновлювалися, кажучи: «Це аудіо — єдина область, яка не зробила жодного кроку вперед. Вона залишається на місці та не демонструє жодного прогресу в порівнянні з назвами GBA». Одним із негативних моментів у GameSpot назвали «перероблені» звуки ігор.

### Продажі
Уперше випущені в Японії у 2006 році, Pokémon Diamond і Pearl мають найуспішніший тиждень запуску ігор із серії Pokémon і найкращий тиждень запуску будь-якої гри для Nintendo DS лише в країні. За сорок шість днів було продано три мільйони одиниць гри, ставши найшвидшими іграми DS, які це зробили; до кінця року кількість зросла до п'яти мільйонів одиниць лише за три місяці, що зробило Diamond і Pearl найбільш продаваними іграми Pokémon в Японії. У Сполучених Штатах кількість попередніх замовлень на Diamond і Pearl перевищила 533 000, що майже вдвічі перевищує кількість попередніх продажів FireRed і LeafGreen. Протягом п'яти днів після випуску ігор було продано близько одного мільйона копій і були найшвидше продаваними іграми Pokémon до моменту випуску Pokémon Platinum. Ці ігри були сьомими найбільш продаваними відеоіграми 2007 року з приблизно 4,27 мільйонами одиниць, проданих у Сполучених Штатах; на початку 2009 року продажі перевищили 5,3 мільйона одиниць. Станом на 30 вересня 2017 року разом Pokémon Diamond і Pearl було продано 17,67 мільйона копій по всьому світу, що робить їхні загальні продажі приблизно на один мільйон вищими, ніж у Ruby і Sapphire, і приблизно на 6 мільйонів вищими, ніж у FireRed і LeafGreen. Ігри також підвищили продажі апаратного забезпечення в Сполучених Штатах, стимулюючи продажі 471 000 одиниць DS і спричинивши зростання продажів відеоігор у квітні 2007 року на 20 % порівняно з квітнем 2006 року. У Європі було продано близько 1,6 мільйона одиниць ігор лише за сім тижнів після випуску та очолили чарти в Іспанії, Німеччині та Великобританії. Крім того, було здійснено понад 10 мільйонів торгів покемонами через Wi-Fi.

### Нагороди
На виставці G4 G-phoria 2007 ігри отримали нагороду в номінації «Найкраща портативна гра» та були номіновані на «Найкращу рольову гру». У 2008 році Pokémon Diamond і Pearl були номіновані на нагороду Британської академії кіно і телебачення за дитяче голосування. У конкурсі IGN, Best of 2007 Awards, Diamond і Pearl були названі найкращими багатокористувацькими онлайн-іграми Nintendo DS і найкращими рольовими іграми Nintendo DS року. На церемонії нагородження Famitsu, Game Awards у 2006 році, Diamond і Pearl отримали нагороду за найкращий хіт і зрівнялися з Final Fantasy XII за нагороду «Гра року».
Змагальні битви в Pokémon стали набагато популярнішими з Diamond і Pearl. Фізичний особливий розподіл дозволив покемонам, таким як Генгар і Гярадос, використовувати свої вищі характеристики атаки та надав спеціальні/фізичні ходи покриття раніше повністю фізичним/спеціальним типам, а онлайн-гра зробила можливим битися з покемонами по всьому світу.

## Спадщина

### Ремейки
Pokémon Brilliant Diamond і Shining Pearl є вдосконаленими ремейками ігор, які були випущені для Nintendo Switch 19 листопада 2021 року.

### Приквел
Pokémon Legends: Arceus — рольова гра, яка є приквелом до Diamond і Pearl і розгортається в старішій версії регіону Сінно, в регіоні Хізуй. Він був випущений для Nintendo Switch 28 січня 2022 року.

### Пов'язані ігри
Pokémon Battle Revolution це перше втілення франшизи ігор Pokémon на Wii. Це також перша гра Wii, яка використовує підключення Nintendo Wi-Fi в Північній Америці та Японії, і перша гра Wii, яка бездротово взаємодіє з Nintendo DS.
My Pokémon Ranch це гра для Wii, розроблена Ambrella та випущена через службу завантаження WiiWare. Вперше випущений 25 березня 2008 року в Японії, пізніше він став доступним у Північній Америці 9 червня 2008 року та в Європі 4 липня 2008 року, за 1000 балів Wii, що еквівалентно 10 доларів США. Подібно до Pokémon Box на GameCube: Ruby і Sapphire, Pokémon Ranch дозволяє гравцям зберігати та складати покемонів із Diamond і Pearl. Покемони, перенесені з цих ігор на My Pokémon Ranch, відображаються в 3D і можуть взаємодіяти з Mii гравця.

## Виноски
1. ↑  Через бездротовий зв'язок DS, а не підключення Nintendo Wi-Fi.

## Нотатки
1. ↑  Японська: ポケットモンスター ダイヤモンド Хепберна: Poketto Monsutā Daiyamondo?, "Pocket Monsters: Diamond"
2. ↑  Японська: ポケットモンスター パール Хепберна: Poketto Monsutā Pāru?, "Pocket Monsters: Pearl"
3. ↑  Японська: ポケットモンスタープラチナ Хепберна: Poketto Monsutā Purachina?, "Pocket Monsters: Platinum"
4. ↑  Японська: ポケモンバトルレボリューション Хепберна: Pokémon Batoru Reboryūshon?
5. ↑  Японська: みんなのポケモン牧場 Хепберна: Minna no Pokemon Bokujō?, Everyone's Pokémon Ranch